# بیوک تپه
بیوک تپه مربوط به سدهٔ ۸–۶ ه.ق است و در شهرستان نقده، بخش محمدیار، دهستان المهدی، روستای یادگارلو واقع شده و این اثر در تاریخ ۷ خرداد ۱۳۸۷ با شمارهٔ ثبت ۲۲۹۰۲ به‌عنوان یکی از آثار ملی ایران به ثبت رسیده است.